# ژان لوزینیان
ژان لوزینیان (انگلیسی: John of Lusignan) نایب پادشاهی قبرس و شاهزاده افتخاری شاهزاده‌نشین انطاکیه بود. او یکی از اعضای خاندان لوزینیان و پسر هیو چهارم و همسر دومش، آلیس ابلین بود. وی در زمان نایبی، حملاتی را به بندرهای ممالیک ترتیب داد؛ وی در ۵ ژوئن ۱۳۶۹ به صیدا حمله برد اما پس چند روز ناوگان وی به خاطر طوفان درهم شکست. بدین خاطر نتوانست به بیروت حمله کند اما موفق به غارت طرطوس و بترون شد. وی قبل از حمله به اسکندریه در ۹ و ۱۰ ژوئیه، به سمت لاذقیه، آیاس و آنتالیا حرکت کرد. وی در نهایت به دلیل مشارکت در قتل برادر بزرگترش، پیتر یکم قبرس، کشته شد.